# 赫雷夏蒂克街
赫雷夏蒂克街（羅馬化：Khreshchatyk；又稱赫雷夏蒂克大街）是一條位於烏克蘭首都基輔的主要街道。街名源自斯拉夫語的十字架，大街因為依著山谷而建，而山谷又與多條溝壑交叉而得名。
舊有的街道於二次大戰時期被撤退中的紅軍全毀，基輔市於戰後以斯大林式建筑風格重建，1960年基輔地鐵1號線亦於此接近獨立廣場的位置設站。1991年烏克蘭宣佈獨立後又為它作了一次重大翻新強調近代的主題。
現在街道主要路段是雙程每邊各4線行車，是基輔市的主要行政及商業中心，沿途更是高級購物商場商店林立。逢星期日及重要假日，政府會封鎖獨立廣場一段提供空間給市民在行車路上閒逛、進行街頭賣藝及舉辦大型喜慶活動等。

## 圖片集

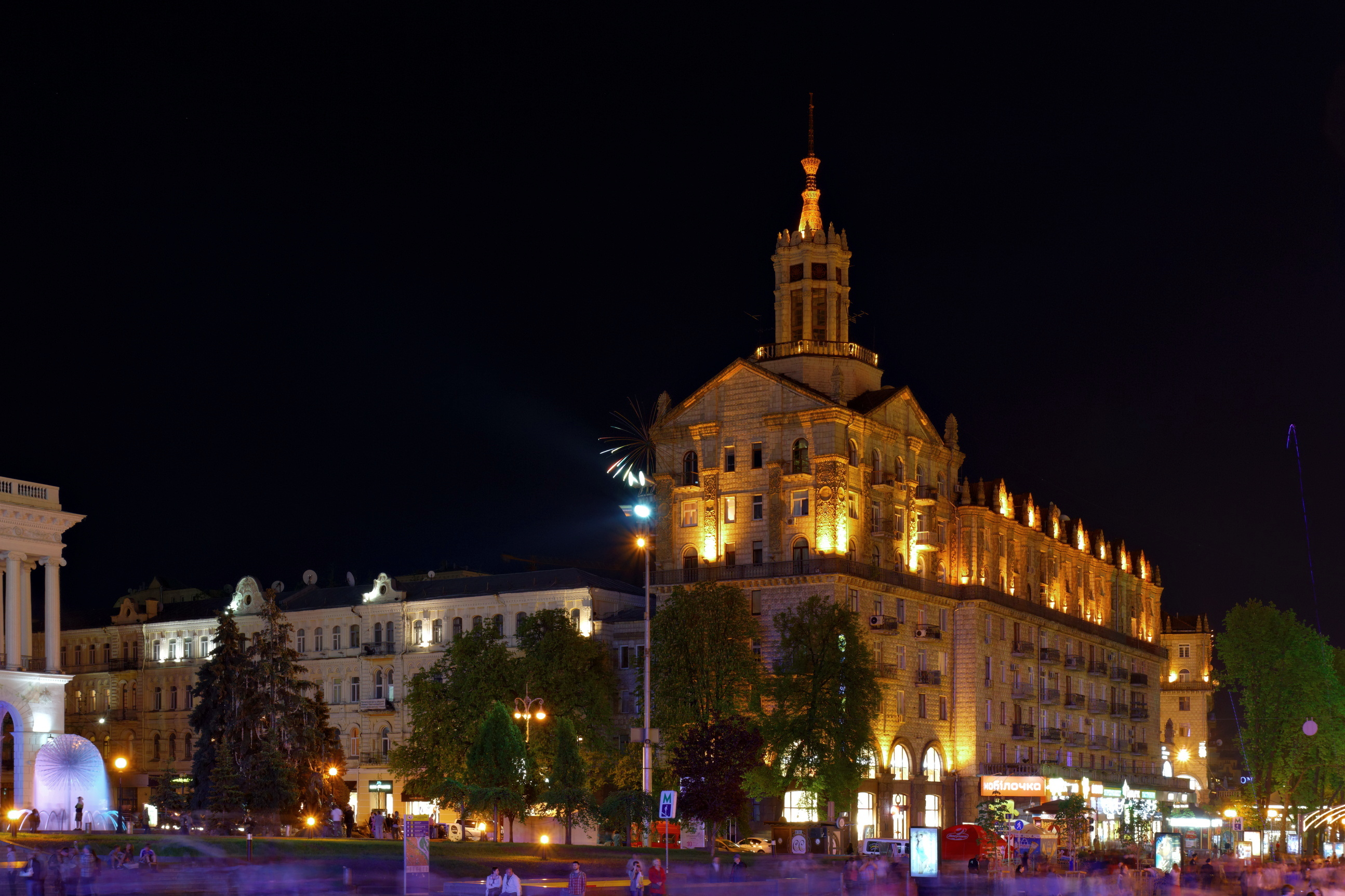
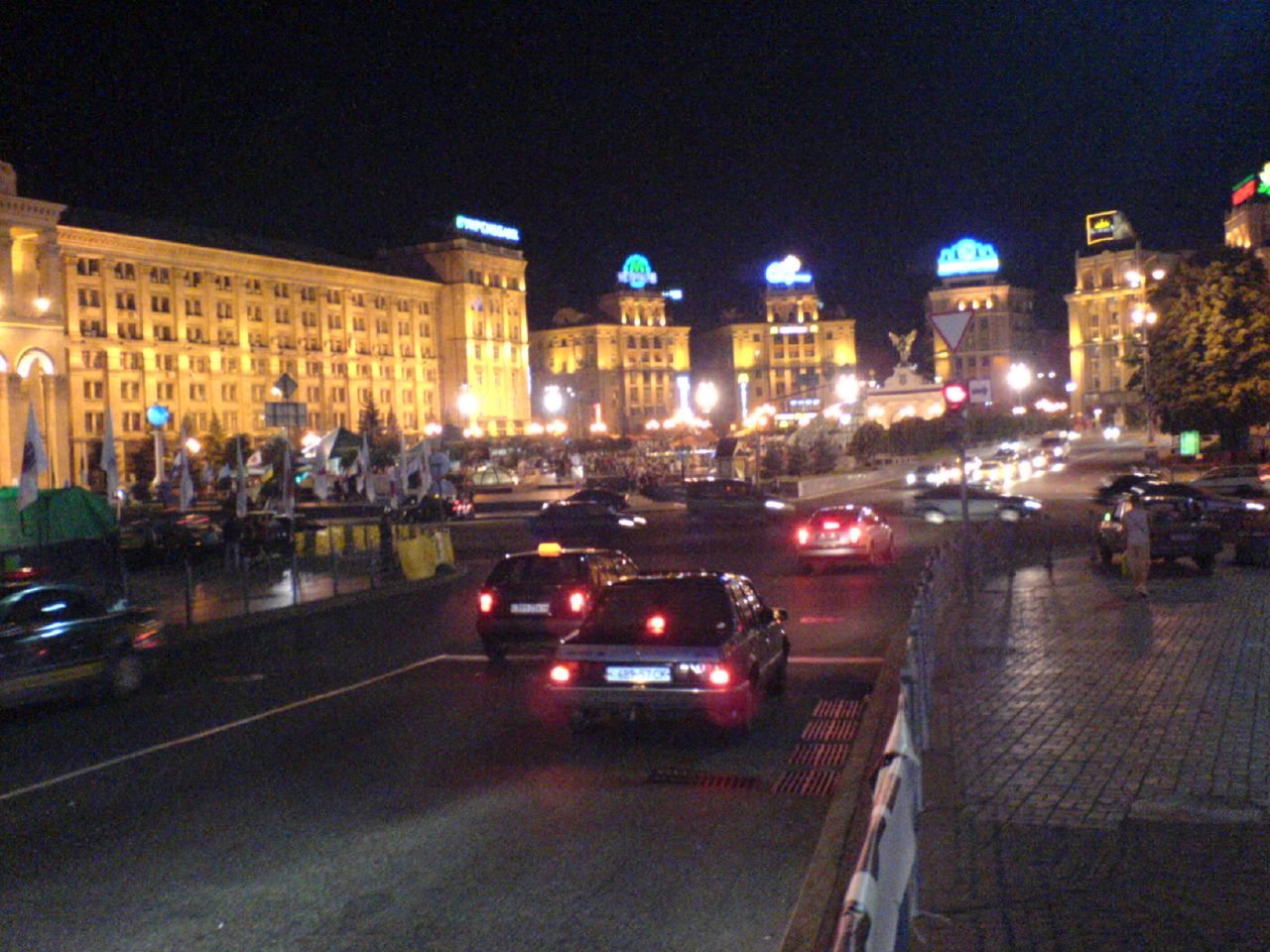
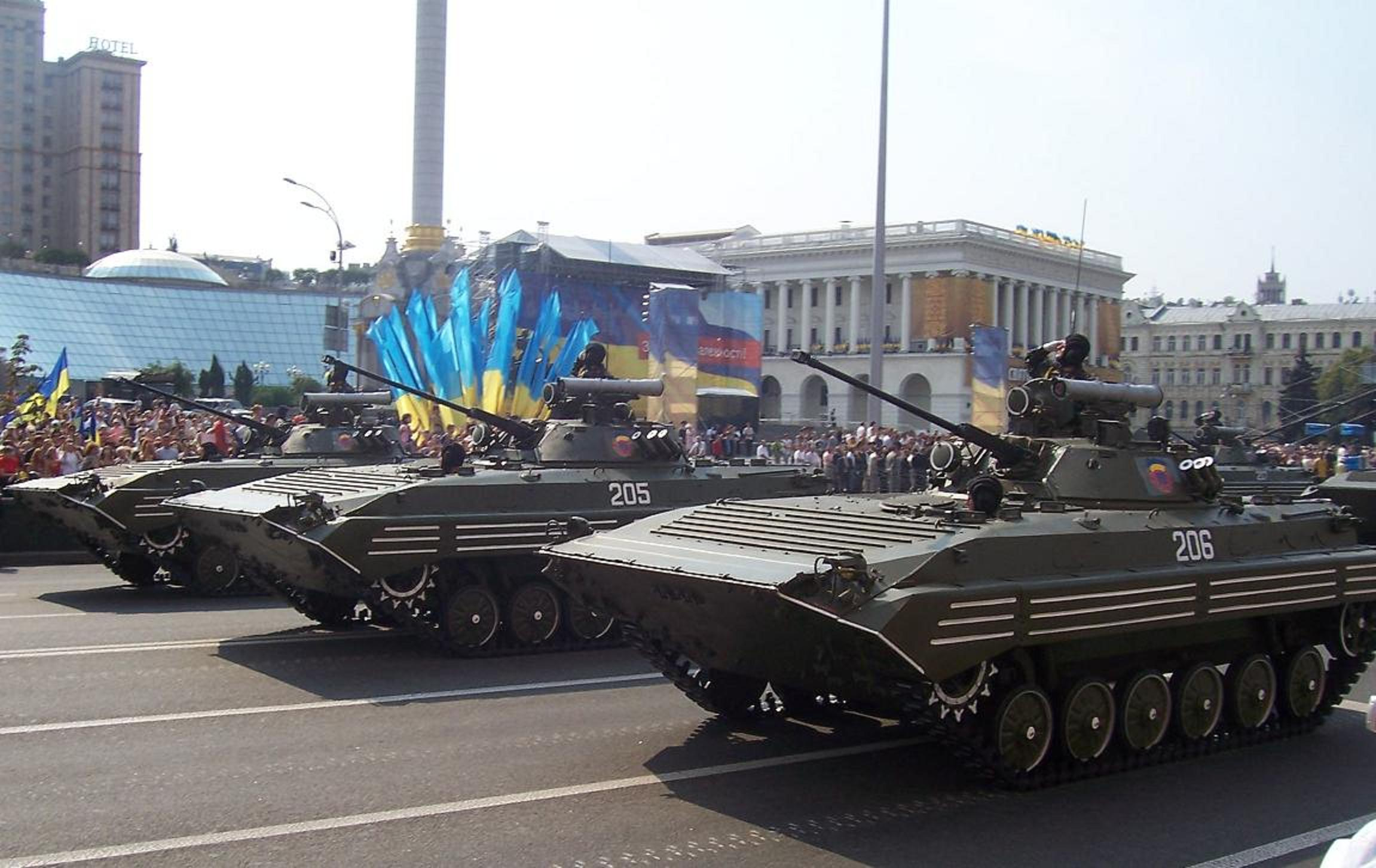
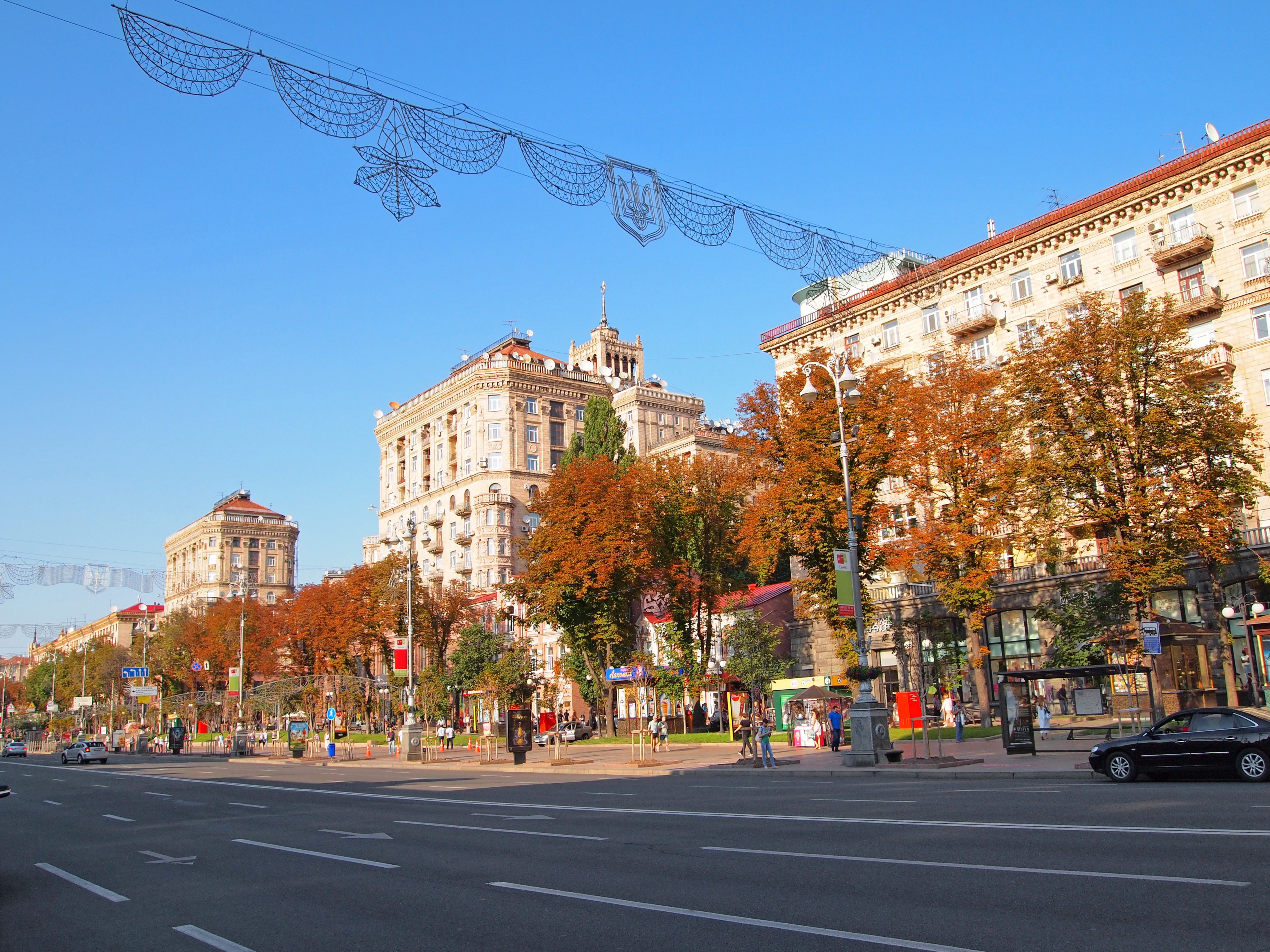
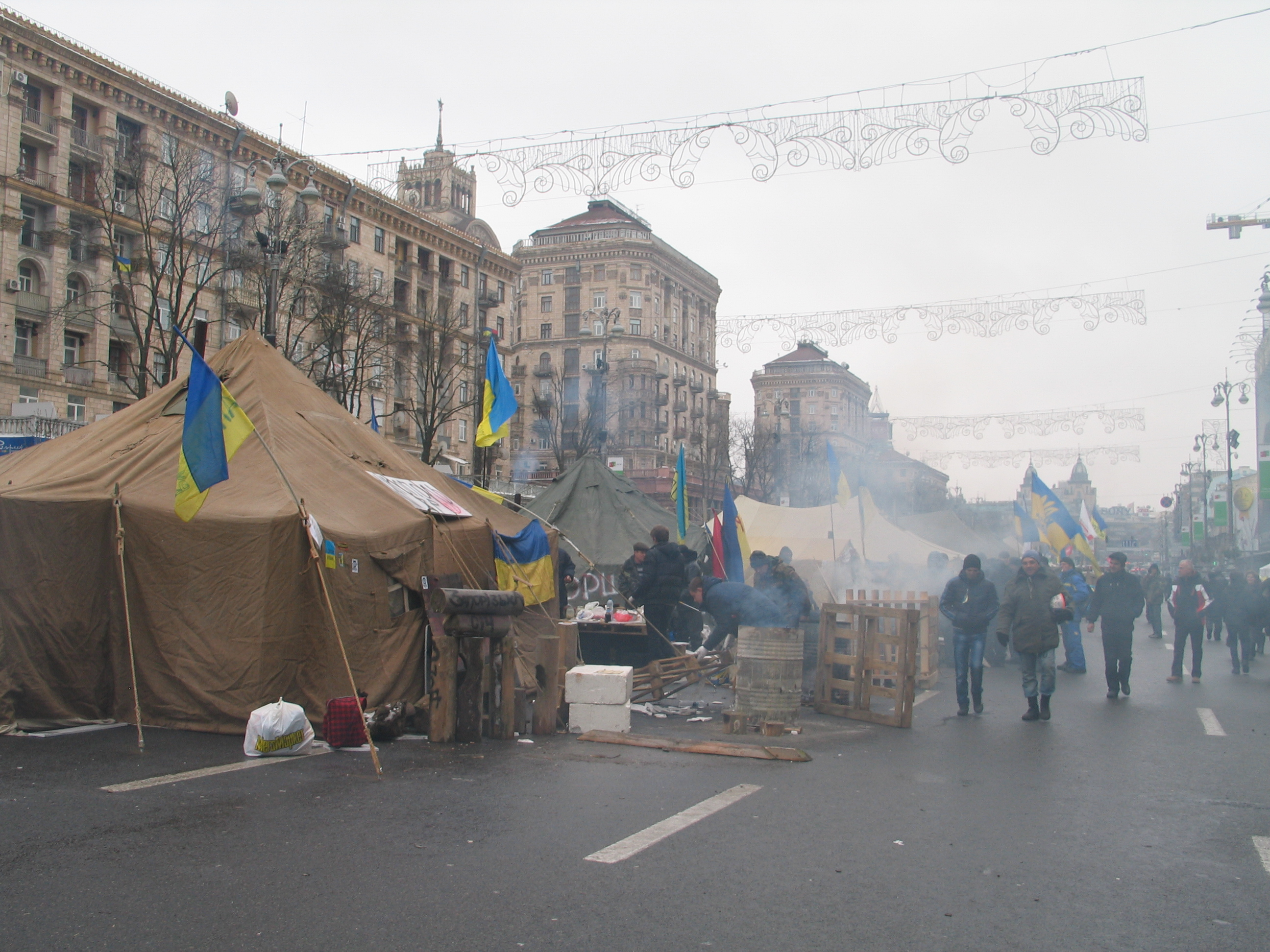
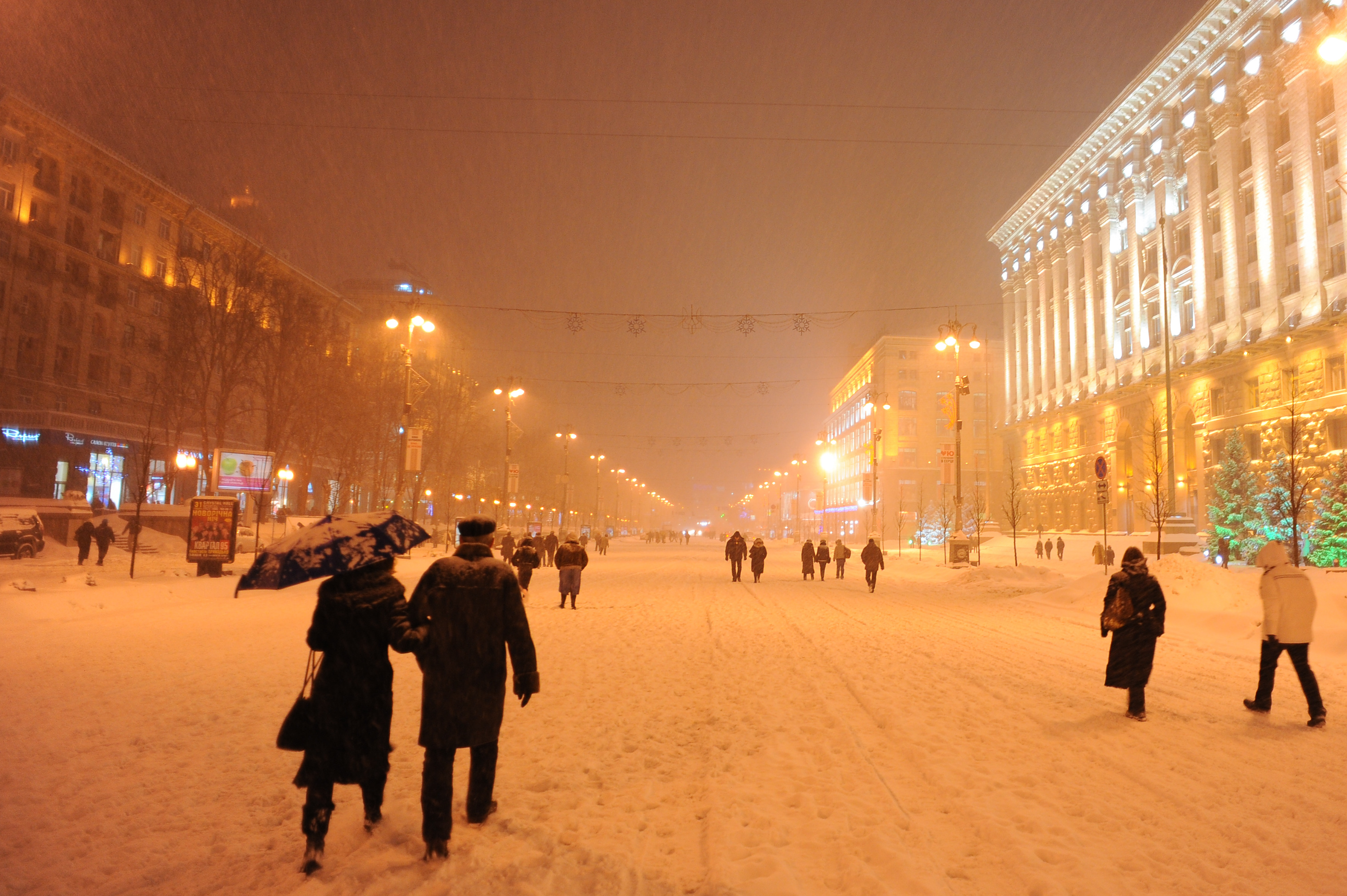